# Barbara Stauffacher Solomon

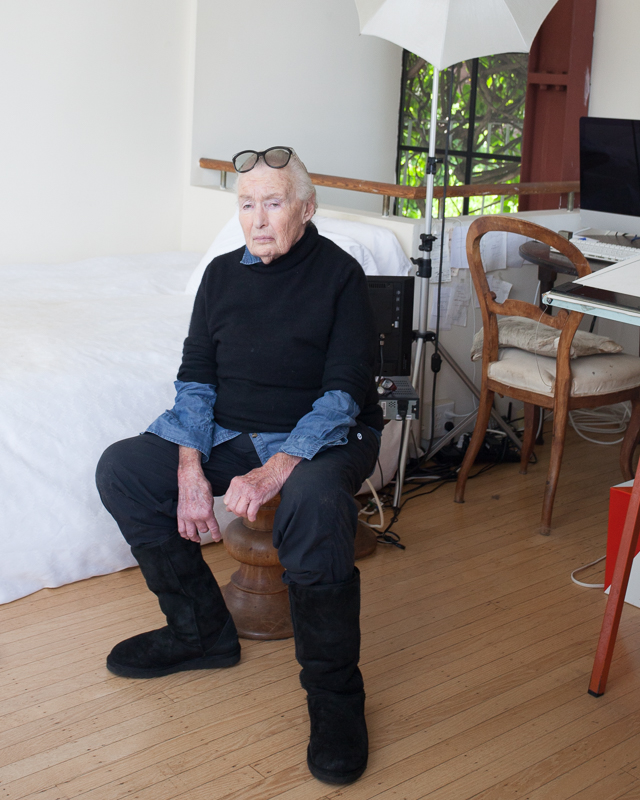
Solomon in ihrem Atelier am 22. Oktober 2016

Barbara „Bobbie“ Stauffacher Solomon (* 5. Dezember 1928 in San Francisco, Kalifornien, als Barbara Ethel Levé; † 7. Mai 2024 ebenda) war eine US-amerikanische Landschaftsarchitektin und Grafikdesignerin. Sie wurde vor allem durch ihre großformatigen Supergraphics im Inneren der Häuser und das Logo der Community The Sea Ranch in Sonoma County in Kalifornien bekannt.

## Frühe Jahre und Ausbildung
Stauffacher wurde 1928 als „San Franciscan“ der dritten Generation geboren. Als junge Frau studierte und arbeitete Solomon als Tänzerin und studierte außerdem Malerei und Bildhauerei am San Francisco Art Institute.
1948 heiratete sie Frank Stauffacher. 1956, nach Stauffachers Tod zog sie nach Basel. Dort studierte sie an der Kunstgewerbeschule bei Armin Hofmann bis 1959 Grafikdesign. Sie traf die Entscheidung für Design mit Blick auf die Notwendigkeit ihren Lebensunterhalt für sich und ihr kleines Kind zu sichern. Später schloss sie noch ein Architekturstudium an der University of California, Berkeley an.
1969 heiratete sie erneut, Daniel Solomon, einen Architekten und Professor.

## Laufbahn
1962 kehrte Solomon nach San Francisco zurück und gründete ein Büro als Grafikdesignerin, wo sie die monatlichen Programmführer für das San Francisco Museum of Modern Art entwarf.
Sie lernte den Landschaftsarchitekten Lawrence Halprin kennen, der ihr 1968 Arbeit auf der Sea Ranch gab, wo sie ausgehend von ihrem Bildungshintergrund Gemälde im Architekturmaßstab für die Innenräume der Gebäude entwarf. In ihren Arbeiten auf der Sea Ranch verarbeitete sie ein Zeichenvokabular das Bewegung und Bewusstsein für den Raum zu schaffen wusste. Sie entwarf das Logo für die Sea Ranch, das eine Kreuzung aus Schweizer Typografie und kalifornischem Impressionismus war, um die Stürme und brechenden Wellen des Grundstücks aufzunehmen. Halprin empfahl sie anschließend anderen Architekten in der Gegend von San Francisco, bei denen sie Entwürfe in ihrem eigenen Stil einbringen konnte. Für ihre Arbeiten auf der Sea Ranch erhielt sie zwei Preise des American Institute of Architects (AIA).
Solomon war Dozentin an der Harvard University und der Yale University, wo sie 1968 von Charles Willard Moore, den sie bei der Arbeit auf der Sea Ranch kennengelernt hatte, eingeladen wurde, einen Kurs für Supergraphics zu leiten. Der Kurs war ein einwöchiges Projekt, bei dem zweidimensionale Grafiken erstellt wurden, die die Architektur der Aufzüge in der Art and Architecture-Abteilung von Yale verstärkten. Das Projekt war ein großer Erfolg und wurde von Ada Louise Huxtable als "Protest gegen das Establishment" gepriesen.
Für kurze Zeit des Bestehens des Magazins, von 1970–1971 war sie Art Director des Scanlan's Monthly.
1995 entwarf Solomon für die Stadt San Francisco eine große Kunstinstallation im Freien mit dem Namen "Promenade Ribbon". Im Jahr 2002 war sie Mitglied der Kunstkommission von San Francisco.
Solomon starb am 7. Mai 2024 im Alter von 95 Jahren in ihrem Zuhause im kalifornischen San Francisco.

## Ausstellungen
Solomons Zeichnungen, Entwürfe und Supergraphics wurden in eine Reihe von Museumsausstellungen aufgenommen. Zuletzt waren das:
- die Supergraphic-Installation Land(e)scape 2018 im Berkeley Art Museum,[23]
- die Einzelausstellung zu ihrem Werk im San Francisco Museum of Modern Art (SFMOMA) 2019.[24] und
- die Einzelausstellung Barbara Stauffacher Solomon. Breaking all the Rules. vom September 2019 bis Januar 2020 im  Palm Springs Art Museum.[25][26]

## Veröffentlichungen
- Green Architecture & The Agrarian Garden. Rizzoli International Publishers, New York City 1989, ISBN 978-0-8478-0907-3.
- Green Architecture: Notes on the Common Ground. In: Design quarterly. Band 120, 1982, S. 3–31, JSTOR:4091087.
- Good Mourning California. Rizzoli International Publishers, New York City 1992, ISBN 978-0-8478-1542-5.
- Ausgaben eigener Werke:
  - Why? Why Not? Fun Fog Press, San Francisco 2013.
  - Utopia Myopia. Fun Fog Press, San Francisco 2013.
  - Read Any Good Boots Lately? Fun Fog Press, San Francisco 2018.
  - Making the Invisible Visible. Fun Fog Press, San Francisco 2018.
  - Super-Silly-Us. Fun Fog Press, San Francisco 2019.